# Toerwagen (carrosserievorm)

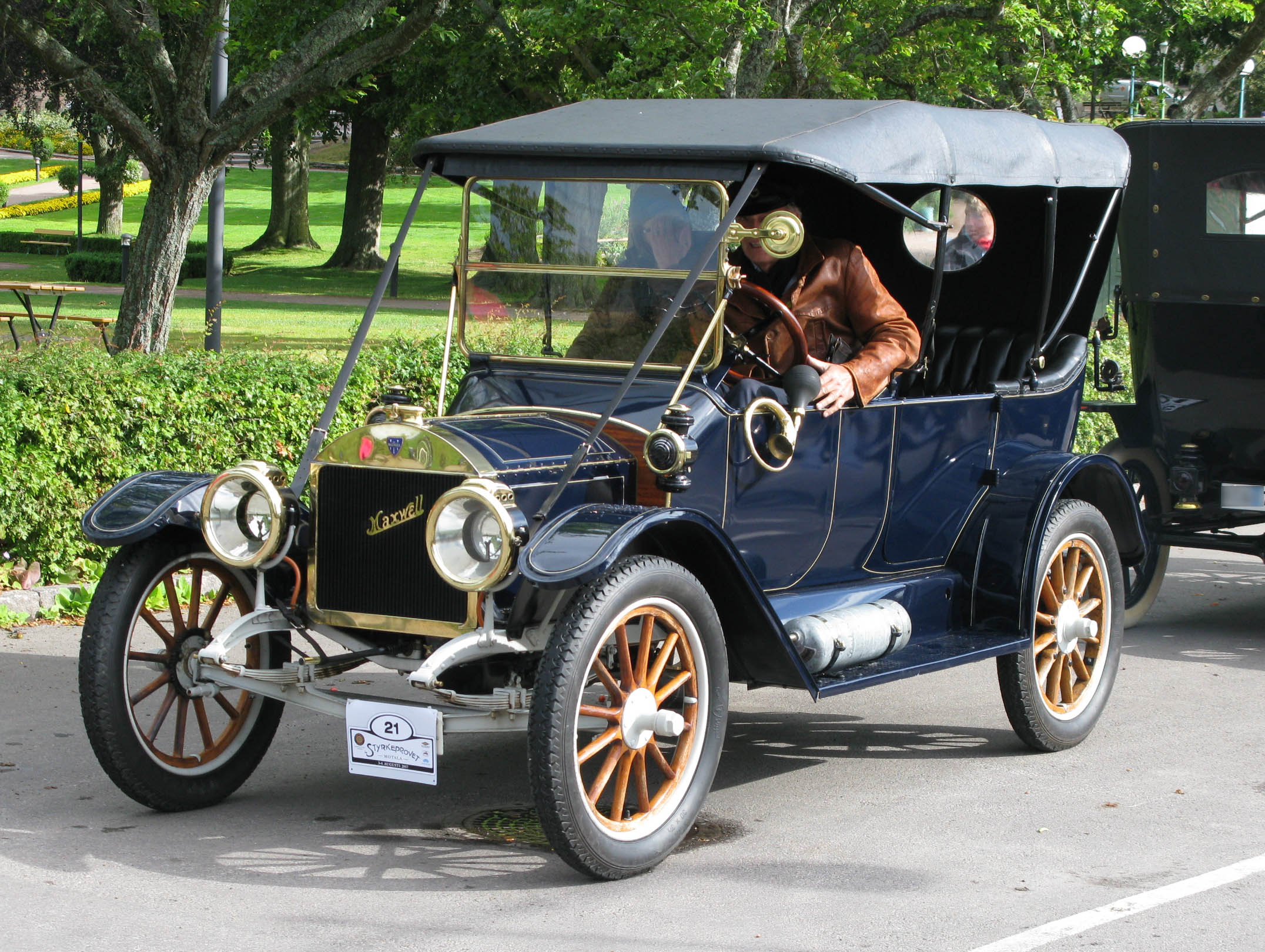
Maxwell Model 24-4 toerwagen uit 1913

Een toerwagen is een carrosserievorm die populair was van het begin van de twintigste eeuw tot het midden van de jaren dertig. In het Verenigd Koninkrijk sprak men van een open tourer, in Frankrijk van een Double Phaéton, in Duitsland van een Tourenwagen en in de Verenigde Staten van een touring of touring car. De term raakte vanaf de jaren twintig stilaan in onbruik toen de verschillen met de sportievere phaeton en torpedo vervaagden.

## Historiek
Een toerwagen was, zoals de naam laat vermoeden, geschikt voor langere ritten en had een open structuur met meestal vier tot zeven zitplaatsen in twee rijen die direct toegankelijk waren via de zijdeuren. Er zijn ook varianten met drie zitrijen en negen tot tien zitplaatsen bekend, waarbij de middelste rij dan bestond uit twee zitplaatsen met een doorgang. Vroege versies werden in het Engels ook wel side entrance touring genoemd om ze te onderscheiden van de tonneau met zijn achteringang.
Tot het midden van de jaren twintig was de toerwagen naast de roadster het meest voorkomende type auto. Daarna verschenen op grotere schaal gesloten sedans en coupés.
In tegenstelling tot de sedan, cabriolet of vierdeurs cabriolet had de toerwagen geen B- en C-stijlen en geen zijruiten. Voordeuren werden pas vanaf 1912 gemonteerd. Aanvankelijk hadden toerwagens ook geen voorruit. Later werden verticale of bijna verticale ramen, meestal opvouwbaar, gebruikt als voorruit. Toerwagens hebben een lichte, meestal ongevoerde stoffen kap. Extra bescherming tegen weersinvloeden werd geboden door stoffen zijpanelen die bevestigd werden aan de kap en de carrosserie of de zijdeuren. In latere versies werden zijruiten gebruikt die op dezelfde manier geplaatst werden als bij een roadster. Om de achterpassagiers tegen de wind te beschermen hadden duurdere exemplaren soms een extra tonneau-voorruit die met een ingewikkeld mechanisme achter de rugleuning van de voorbank weggeklapt kon worden.
Na de Tweede Wereldoorlog werden open toerwagens alleen nog gebruikt voor militaire doeleinden. Deze voertuigen werden kubelwagen genoemd en hadden over het algemeen zachte kunststof zijruiten.

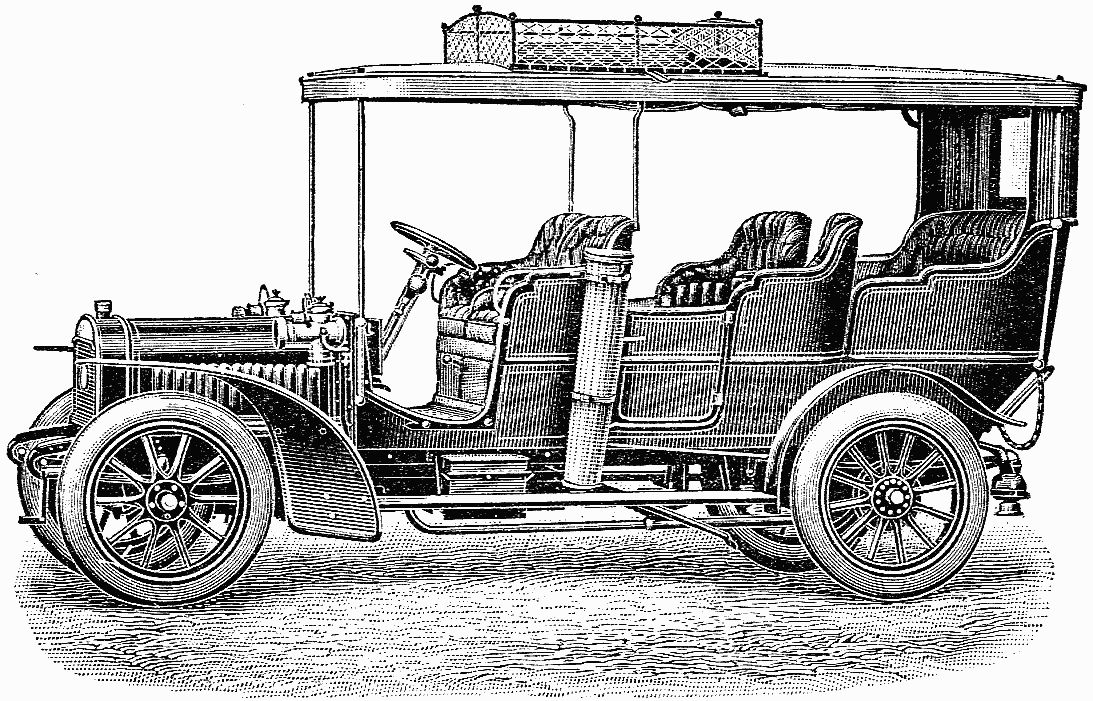
Adler 24/28 PS: Tonneau uit 1908 met een optioneel vast "Surrey"-dak
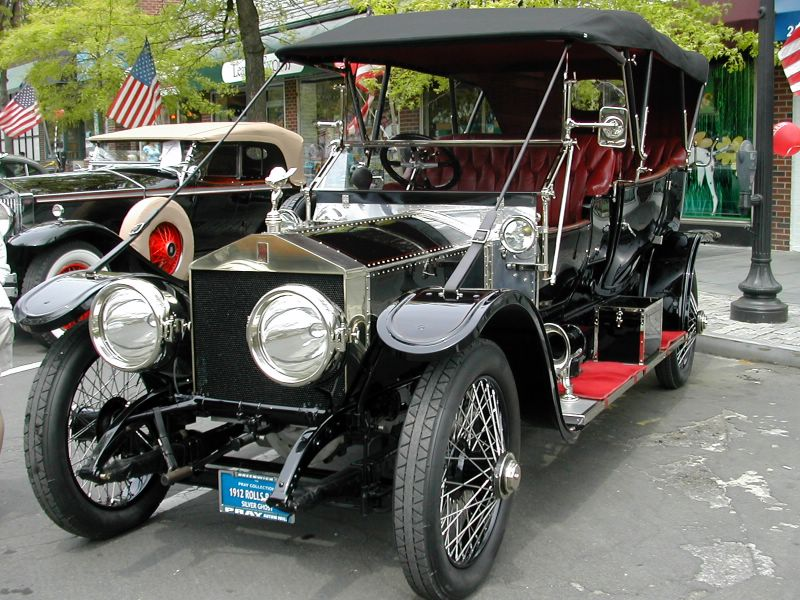
Rolls-Royce 40/50 HP "Silver Ghost": toerwagen uit 1912
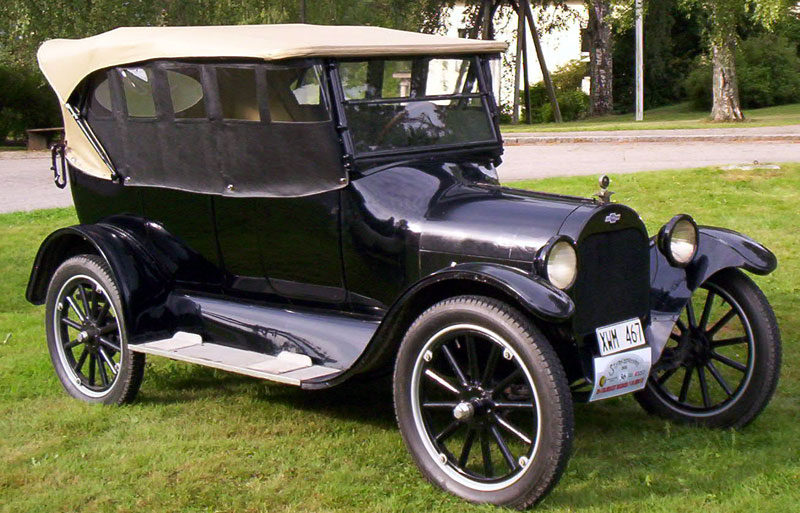
Chevrolet 490: toerwagen uit 1922 met stoffen zijpanelen
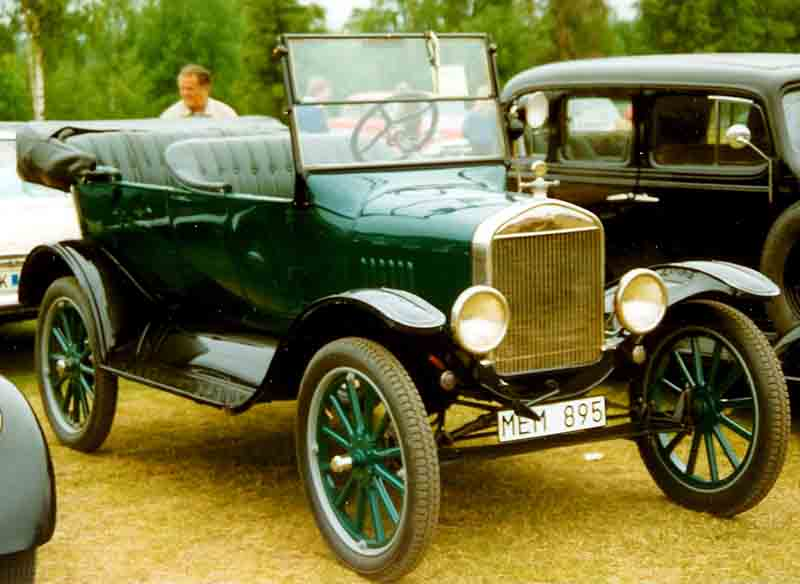
Ford Model T: toerwagen uit 1924
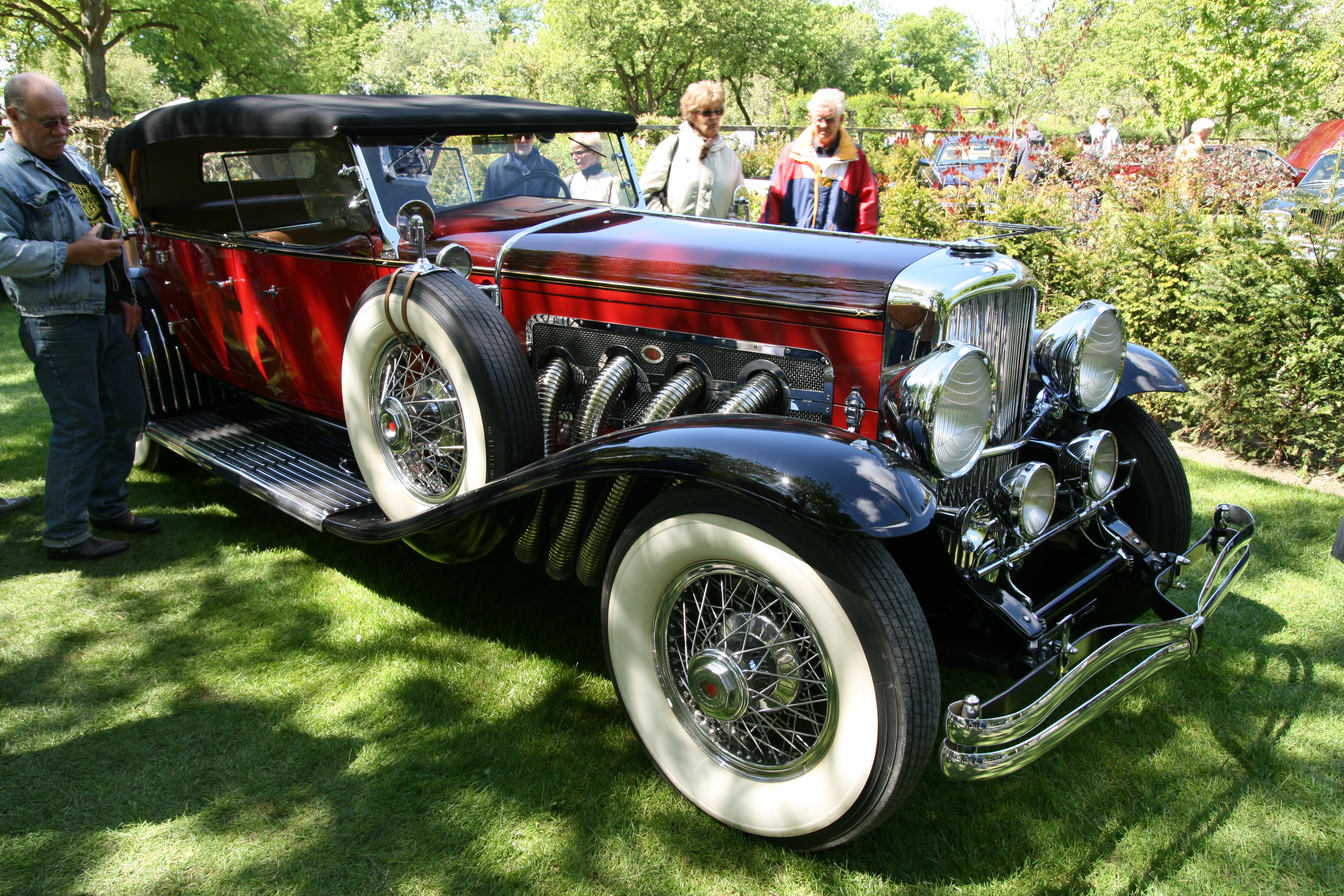
Duesenberg Model J Derham Tourster uit 1933 met een tweede voorruit voor de achterste passagiers

## Speciale varianten
- Tonneau: Typerend voor deze open carrosserie zijn de tonvormige rondingen van de rugleuningen van de achterbank. De naam is afgeleid van het Franse woord voor ton of container. De passagiers op de achterbank zaten licht naar elkaar toegedraaid. Vroege tonneau's hadden een centrale achterdeur voor het instappen, maar in combinatie met een langere wielbasis verschenen er ook tonneau's met één of twee zijdeuren.[1]
- Phaeton: Een sportieve open twee- of vierzitter met een minimaal koetswerk. De Phaeton had meestal geen dak, zijruiten noch portieren en aanvankelijk zelfs geen voorruit. Dit carrosserietype, dat zijn hoogtepunt kende rond 1910, wordt gezien als de voorloper van de cabriolet die dankzij oprolbare zijruiten wel volledig afgesloten kon worden en de inzittenden beter beschermde tegen de weersomstandigheden dan de phaeton.[1]
- Torpedo: Dit type heeft een gestroomlijnde carrosserie door de vorm van de motorkap aan te passen aan het profiel van de auto, waardoor een doorlopende zijlijn van voor naar achter gecreëerd werd. De verhoogde zijlijn verbeterde de veiligheid voor de inzittenden, vooral in bochten.[1]
- Swing Seat Touring: Deze variant, die alleen in de eerste jaren van de twintigste eeuw werd gebruikt, is een hybride tussen tonneau en touring. Het voertuig heeft geen achterdeuren, de toegang tot de achterkant van de auto wordt verkregen door een voorzetel - meestal de passagierszetel - naar buiten te zwaaien om een opening naar de achterbank te creëren.
- Roi-des-Belges, Koning Leopold, Tulipe: Vernoemd naar de eerste klant van deze variant, Koning Leopold II van België. De flanken van de carrosserie zijn dubbel gekromd en vormen zo een tulpvorm. De achterbank is meestal iets hoger. Roi-des-Belges hadden meestal geen voordeuren omdat deze variant na 1910 uit de mode raakte.[1]
- Close-Coupled: De achterbank is iets naar voren verschoven waardoor de passagiers in de tonneau dichter bij de voorpassagiers zitten en er achterin meer ruimte is voor bagage.
- Skiff: Een open carrosserie in de vorm van een houten boot met twee tot vijf zitplaatsen, die gebouwd werd volgens de principes van de scheepsbouw. Deze variant werd gebouwd tussen 1912 en ca. 1925.
- Fore-Door Touring (VS): Vroege exemplaren (niet alleen toerwagens) hadden tot 1910 geen voorportieren. Tijdens de overgangsperiode gebruikten veel fabrikanten deze benaming om hun nieuwe modellen met voorportieren te onderscheiden van de meer ouderwetse modellen. Nadat de voorportieren gemeengoed werden verdween deze benaming.
- Three-Door Touring (VS): Toen omstreeks 1912 carrosserieën met voorportieren verschenen, werd vaak geen bestuurdersportier voorzien omdat zo'n portier nauwelijk geopend kon worden door de versnellingspook en de handrem die aan de buitenkant van de carrosserie gemonteerd waren. De toegang tot de bestuurderszetel was via de passagiersdeur. Vanaf de tweede helft van de jaren 1910, toen kleinere bedieningshendels gebruikt werden en de versnellingspook in het midden van de auto gemonteerd werd, verdween deze variant.

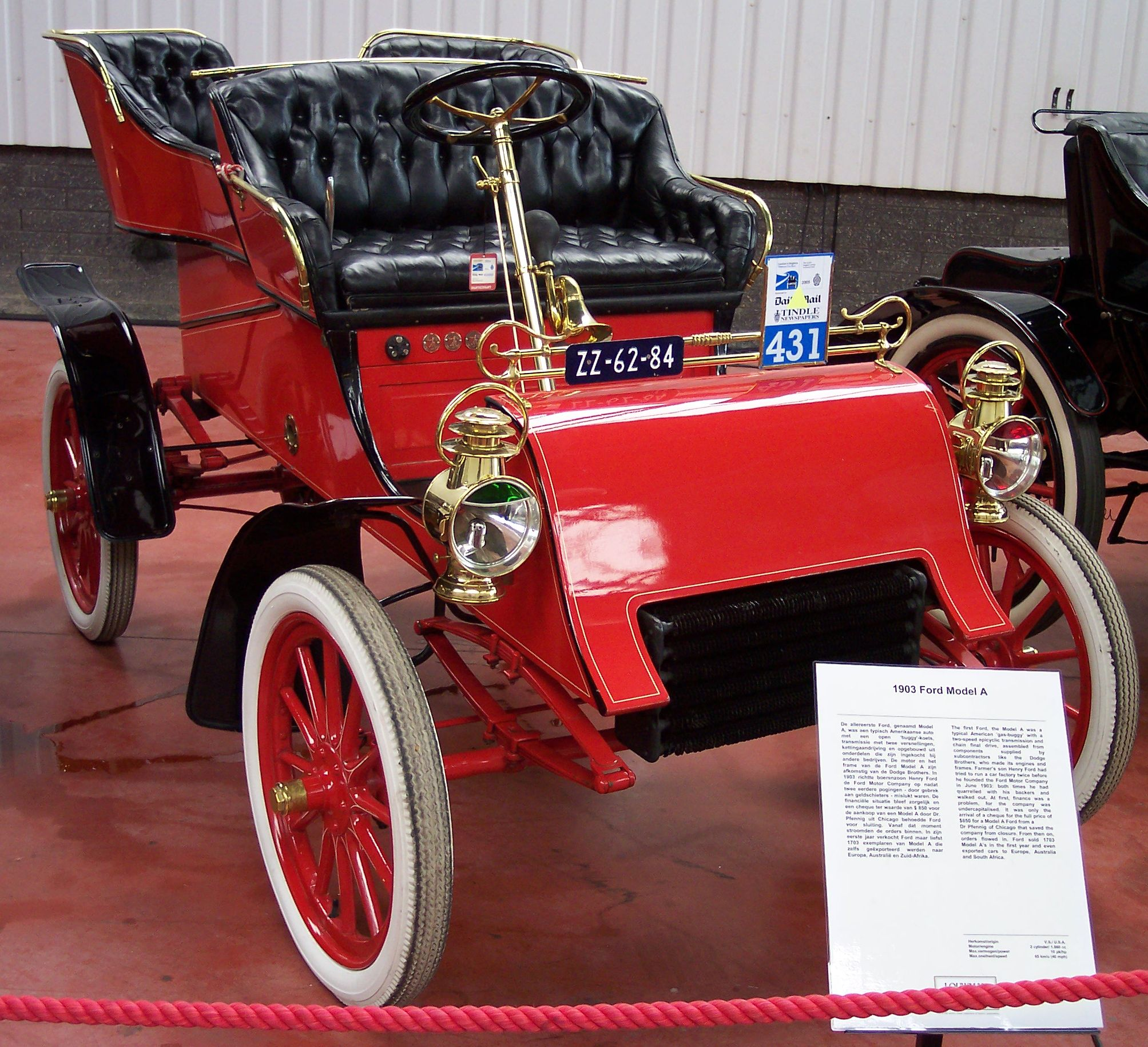
Ford Model A: een tonneau uit 1903 met achterinstap
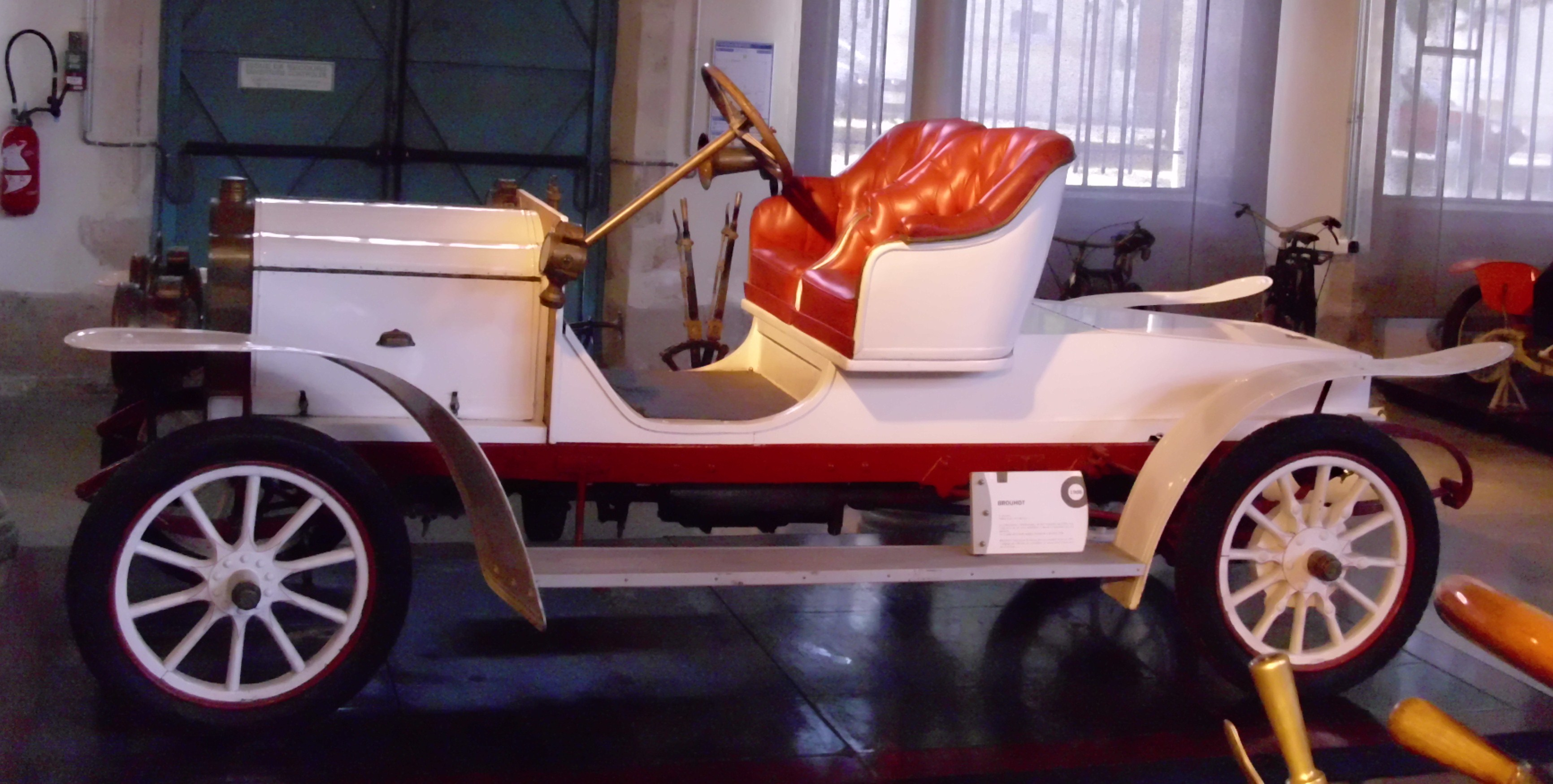
Brouhot: een phaeton uit 1906 zonder voorruit, deuren noch kap
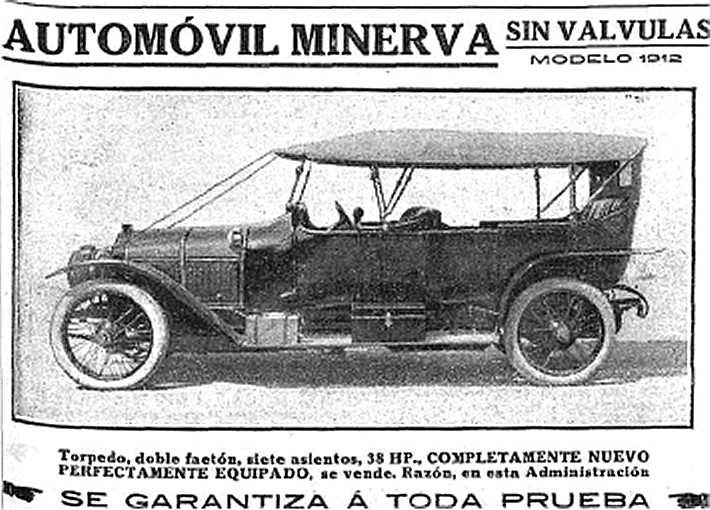
Minerva 38 HP: een phaeton torpedo uit 1912
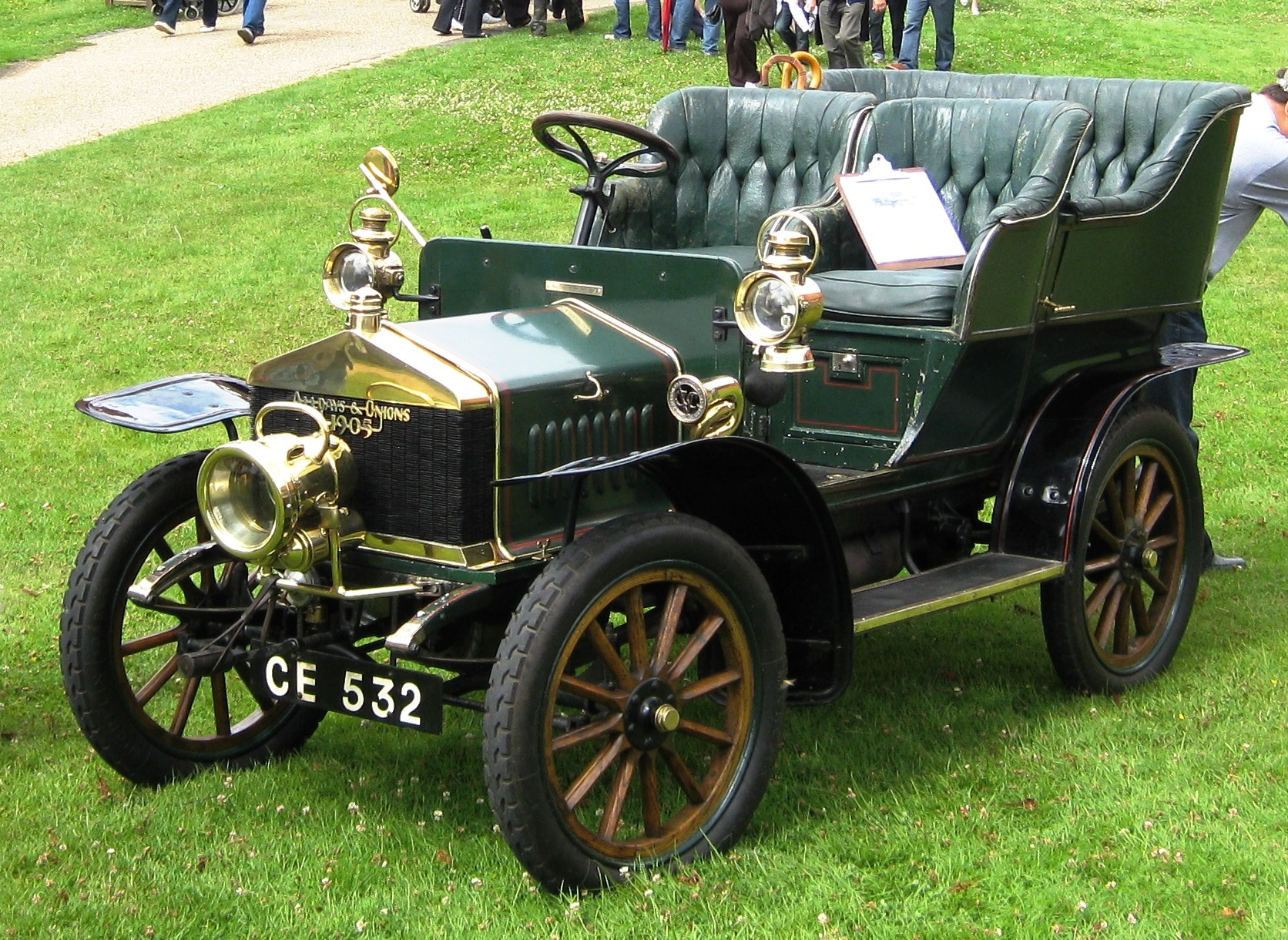
Alldays & Onions 5 HP: een Swing Seat Tourer uit 1905 met een hendel voor het ontgrendelen van de draaibare passagierszetel
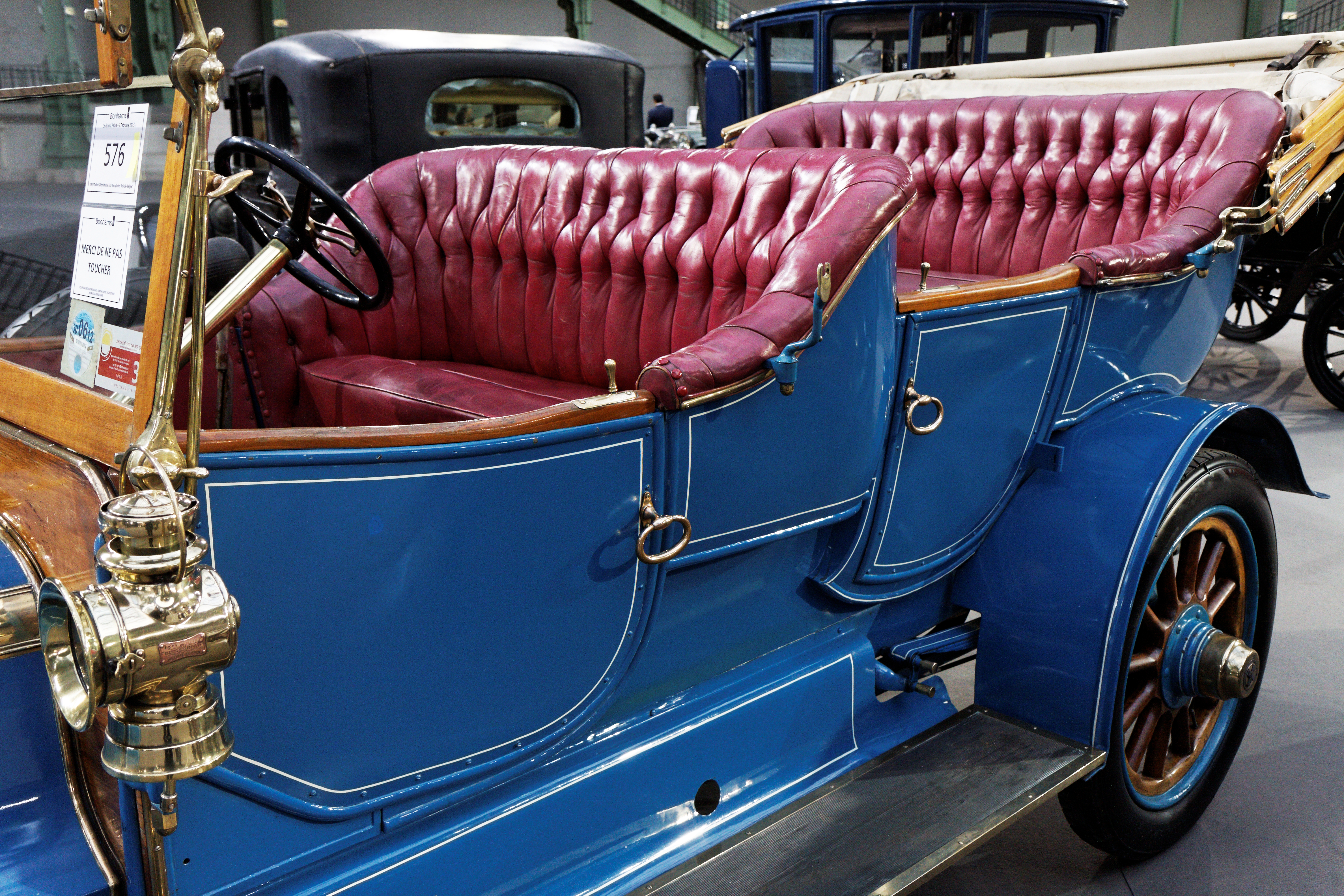
Talbot Type 6AS: een zeldzame Roi-des-Belges Touring uit 1910 met voorportieren
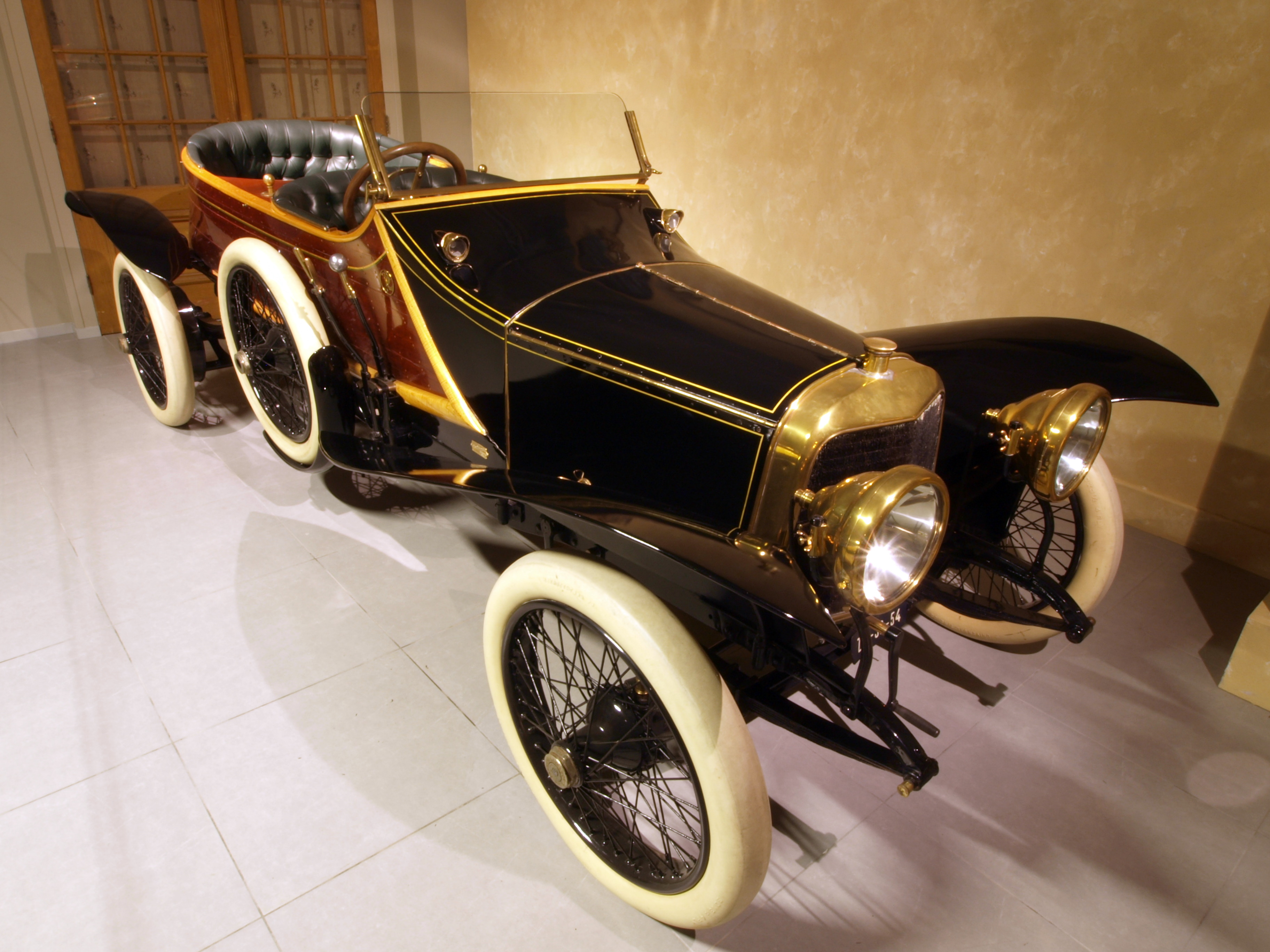
Panhard & Levassor Type X19: een skiff uit 1912 met gebogen spatborden

## Toerwagens (autosport)

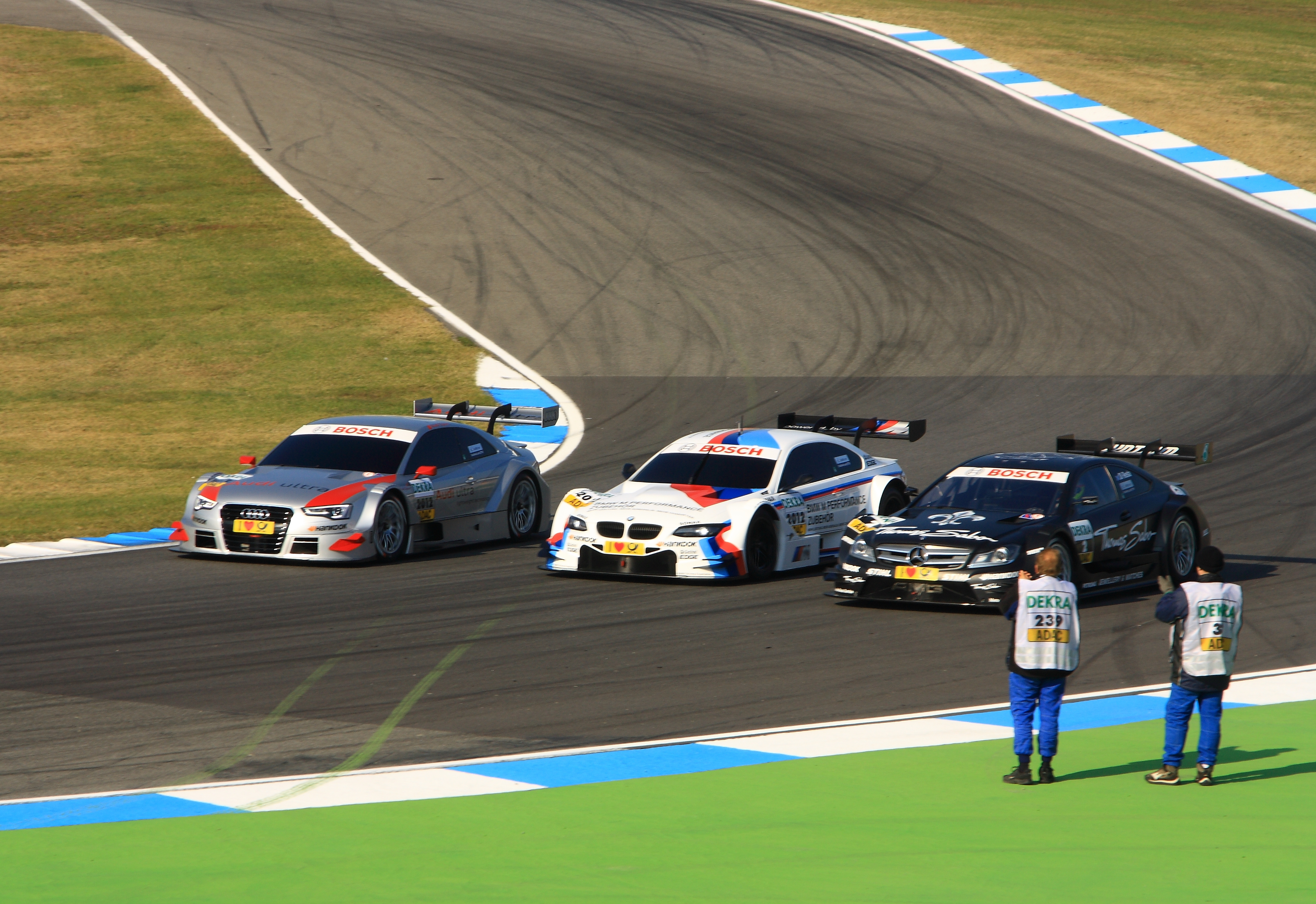
Toerwagens op de Hockenheimring tijdens de DTM in 2012

Vanaf de jaren zestig werd de term toerwagen (van het Italiaanse Turismo) gebruikt voor racewagens op basis van een bestaand autotype dat vrij te koop is en op de openbare weg kan rijden. Afhankelijk van de klasse waarin een toerwagen meerijdt, zijn er veel of weinig veranderingen toegelaten aan de mechanische onderdelen (motor, ophanging, versnellingsbak, remmen, banden enz.).
De auto's die voor toerwagenraces in verschillende series gebruikt worden hebben niets te maken met deze vroege carrosserievorm, ondanks het feit dat ze dezelfde naam hebben.